# Cribrarula
Genre
Synonymes
- sous-genre Adusta (Cribraria) Jousseaume, 1884[1]
- genre Cribraria Jousseaume, 1884[1],[2]
- genre Nivigena Iredale, 1930[1]

Cribrarula  est un genre de gastéropodes d'aspect lisse et brillant de la famille des « porcelaines » (Cypraeidae).

## Liste des espèces
Selon World Register of Marine Species (9 janvier 2021) :
- Cribrarula abaliena Lorenz, 1989
- Cribrarula angelae Moretzsohn & Beals, 2009
- Cribrarula astaryi Schilder, 1971
- Cribrarula boninensis Simone & Takashigue, 2016
- Cribrarula catholicorum (Schilder & Schilder, 1938)
- Cribrarula compta (Pease, 1860)
- Cribrarula cribraria (Linnaeus, 1758)
- Cribrarula cumingii (G. B. Sowerby I, 1832)
- Cribrarula esontropia (Duclos, 1833)
- Cribrarula exmouthensis (Melvill, 1888)
- Cribrarula fallax (E. A. Smith, 1881)
- Cribrarula garciai Lorenz & Raines, 2001
- Cribrarula gaspardi Biraghi & Nicolay, 1993
- Cribrarula gaskoini (Reeve, 1846)
- Cribrarula gravida Moretzsohn, 2002
- Cribrarula melwardi (Iredale, 1930)
- Cribrarula pellisserpentis Lorenz, 1999
- Cribrarula taitae (Burgess, 1993)

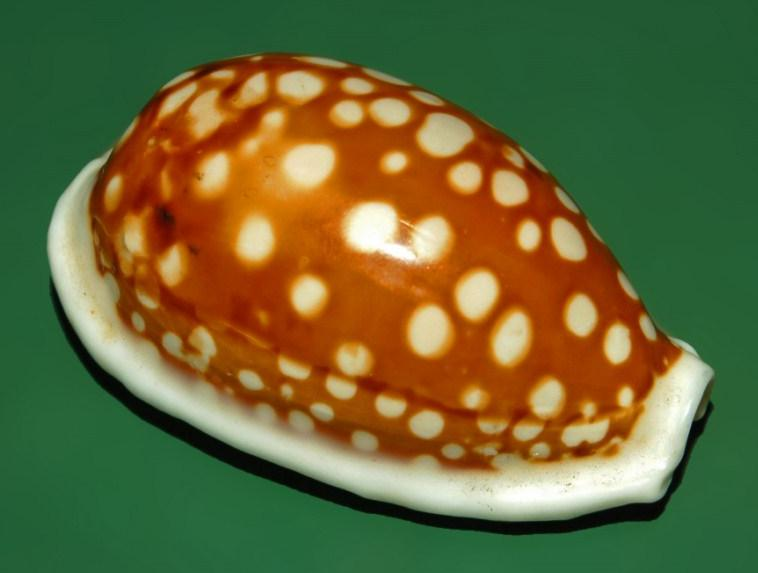
Cribrarula cribraria.
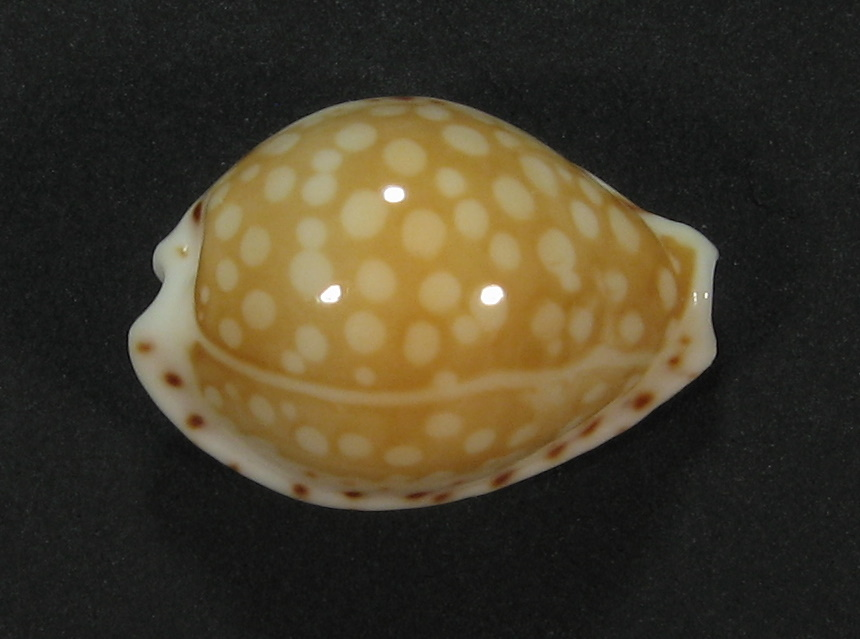
Cribrarula gaskoini.